# Caseggiato delle Volte Dipinte
Il Caseggiato delle Volte Dipinte (III, V, 1)  è un caseggiato che si trova nella Regio III della città romana di Ostia.

## Descrizione
L'edificio, costruito nel primo quarto del II secolo d.C., si trova nella zona sud-occidentale della città, verso Porta Marina, inserito tra la Domus delle Muse (III,IX,22) ad ovest, il Caseggiato Trapezoidale (III,IV,1) a nord, e il Caseggiato delle Trifore (III,III,1) a sud est.
L'insula presenta una struttura insolita per l'epoca, quasi più vicina ai moderni edifici, avendo come fulcro centrale, non l'usuale cortile aperto interno, dal quale le stanze o gli ambienti traevano luce ed aria, ma un lungo corriodoi centrale, che lo divideva simmetricamente in due parti, dal quale si accedeva alle diverse stanze.
Sul lato nord occidentale si trovavano le stanze di rappresentanza, mentre su quello opposto quelle di servizio, tra cui la cucina. I dipinti che si sono conservati, sono classificabili in due tipologie; quelli a fondo bianco, utilizzati nelle stanze private, e quelli a fondo giallo o rosso, utilizzati nelle stanze di rappresentanza.
La stanza trasformata a thermopolium risale al III secolo d.C., quando probabilmente l'edificio fu utilizzato come albergo.